# ماتی کوک
ماتی کوک (انگلیسی: Matej Kök؛ زادهٔ ۱۱ دسامبر ۱۹۹۶) بازیکن والیبال اهل اسلوونی است.
از باشگاه‌هایی که در آن بازی کرده‌است می‌توان به ای‌سی‌اچ والی اشاره کرد.